# La Ruelle
La Ruelle (en néerlandais : Het Straatje) est une peinture à l'huile sur toile de Johannes Vermeer de 54,3 × 44 cm, peinte vers 1658, et exposée au Rijksmuseum Amsterdam.
Elle représente, selon une perspective frontale, une portion relativement restreinte d'une ruelle typique de Delft, où s'élève notamment à droite une façade qui occupe plus de la moitié du cadre.
Signé « I·VMeer » sur le mur blanc situé sous la fenêtre en bas à gauche de la toile, le tableau est, avec la Vue de Delft, l'une des deux seules peintures d'extérieur de Vermeer qui nous soient parvenues.

## Identification du lieu et nature de la représentation

### Tentatives d'identification d'un lieu référentiel

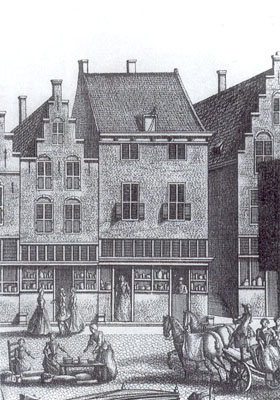
Leonard Schenk, d'après Abraham Rademaker, détail d'une gravure du Markt de Delft représentant l'auberge Mechelen, vers 1730

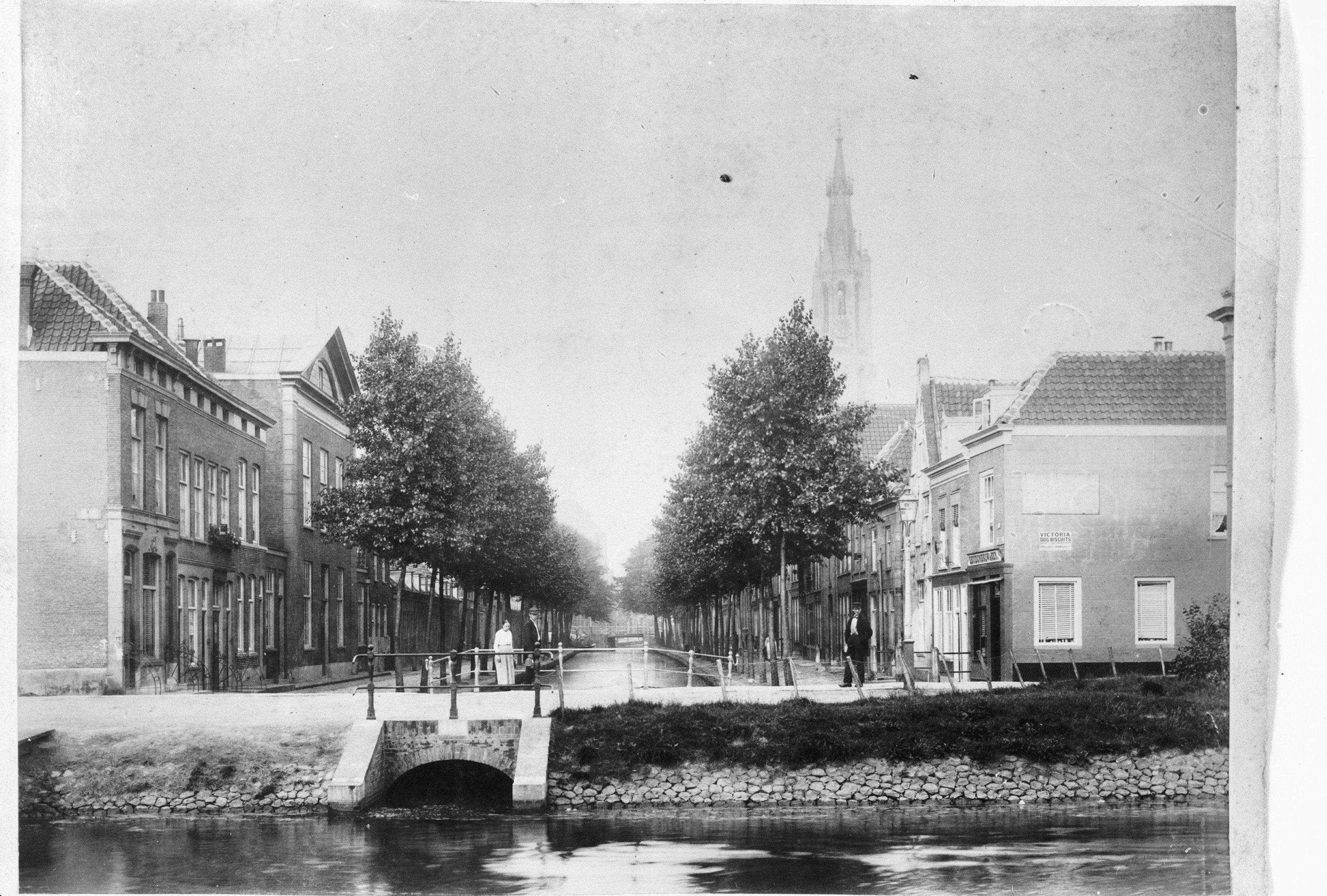
La Nieuwe Langedijk, vers 1900

L'identification du lieu précis représenté par Vermeer a suscité de nombreuses hypothèses. Si le tableau figure bien une ruelle et des maisons caractéristiques de Delft, la ville natale du peintre, leur localisation continue de faire débat parmi les topographes locaux : ont été ainsi successivement proposés l'Oude Langendijk, la Nieuwe Langendijk, la Trompetstraat, la Spieringstraat, l'Achterom, la Vlamingstraat, et le Voldersgracht.
On a longtemps retenu l'idée d'une vue sur une maison promise à la démolition sur le Voldersgracht, prise depuis l'arrière de la « Mechelen », l'auberge de la place du Marché où avait habité Vermeer. Il a cependant été prouvé que le peintre avait quitté l'auberge familiale dans le milieu des années 1650. Une hypothèse plus récente place alors cette vue dans la Nieuwe Langendijk, à côté du canal où Vermeer était en réalité installé à cette époque. Si aucune preuve définitive ne permet à elle seule de trancher définitivement la question, un faisceau de présomptions a été avancé en faveur de cette dernière hypothèse, et plus précisément encore, entre les numéros 22 et 26. La démonstration s'appuie notamment sur le fait qu'il s'agit bien de maisons au bord d'un canal — en raison de la rigole d'écoulement qui va de la cour intérieure vers la ruelle —, prises de l'autre côté de celui-ci — par l'évaluation de la distance entre le peintre et son sujet —, et sur les caractéristiques architecturales des maisons de cette rue, aujourd'hui disparues, à partir des plans de l'époque.
En novembre 2015, les médias néerlandais et le Rijksmuseum annoncent, que l'emplacement de La Ruelle a été identifié par le professeur Frans Grijzenhout : il s'agirait de la Vlamingstraat à Delft, à la hauteur des numéros actuels 40-42. Grijzenhout s'est appuyé sur un registre des impôts d'époque (l'impôt était proportionnel à la hauteur de la façade), et a montré qu'une tante de Vermeer possédait la maison figurée à droite sur la toile.

### L'hypothèse d'un lieu purement «poétique»
Certains historiens d'art en revanche voient dans cette composition la combinaison d'éléments architecturaux épars dépassant le simple intérêt réaliste et anecdotique. Le fait que les personnages ne soient pas reconnaissables exclut tout d'abord l'idée d'une toile célébrant un commanditaire particulier, dans son habitat réel — à la manière du Double portrait d'Adolf Croeser et de sa fille Catharina Croeser de Jan Steen (1655, 82,5 × 68,7 cm, Amsterdam, Rijksmuseum). Il pourrait donc s'agit d'une vue « inventée », peinte selon une motivation purement esthétique, pour un commanditaire n'entretenant aucune relation particulière avec l'endroit précis représenté — en l'occurrence Pieter van Ruijven. Car selon Arthur Wheelock, le sujet réel du tableau est « moins Delft, ou même un minuscule fragment d'une rue de Delft, que la beauté poétique de la vie quotidienne. »

### L'influence des extérieurs pittoresques de Pieter de Hooch
La dette de Vermeer envers les sujets d'extérieur de Pieter de Hooch, qui quittera Delft en 1660, semble bien réelle. Il ne s'agit pas pour ce dernier de représenter des personnes ou lieux strictement référentiels, mais bien de proposer des scènes de genre en extérieur, en mettant en évidence le lien entre les personnages représentés, de condition modeste, et leur foyer.

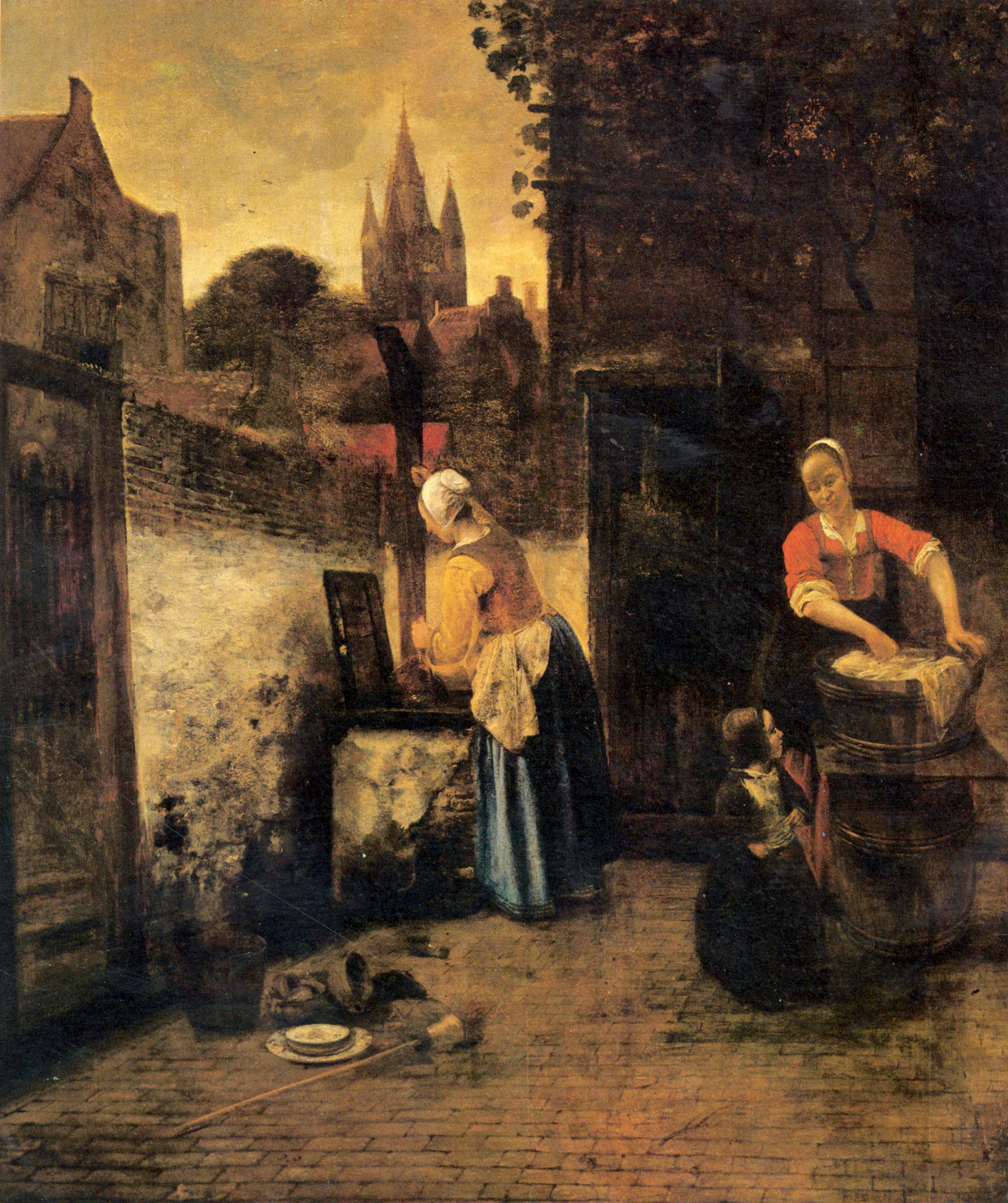
Pieter de Hooch, Deux femmes et un enfant dans une cour, vers 1657, 68 × 57,5 cm, Toledo (Ohio), Musée d'art
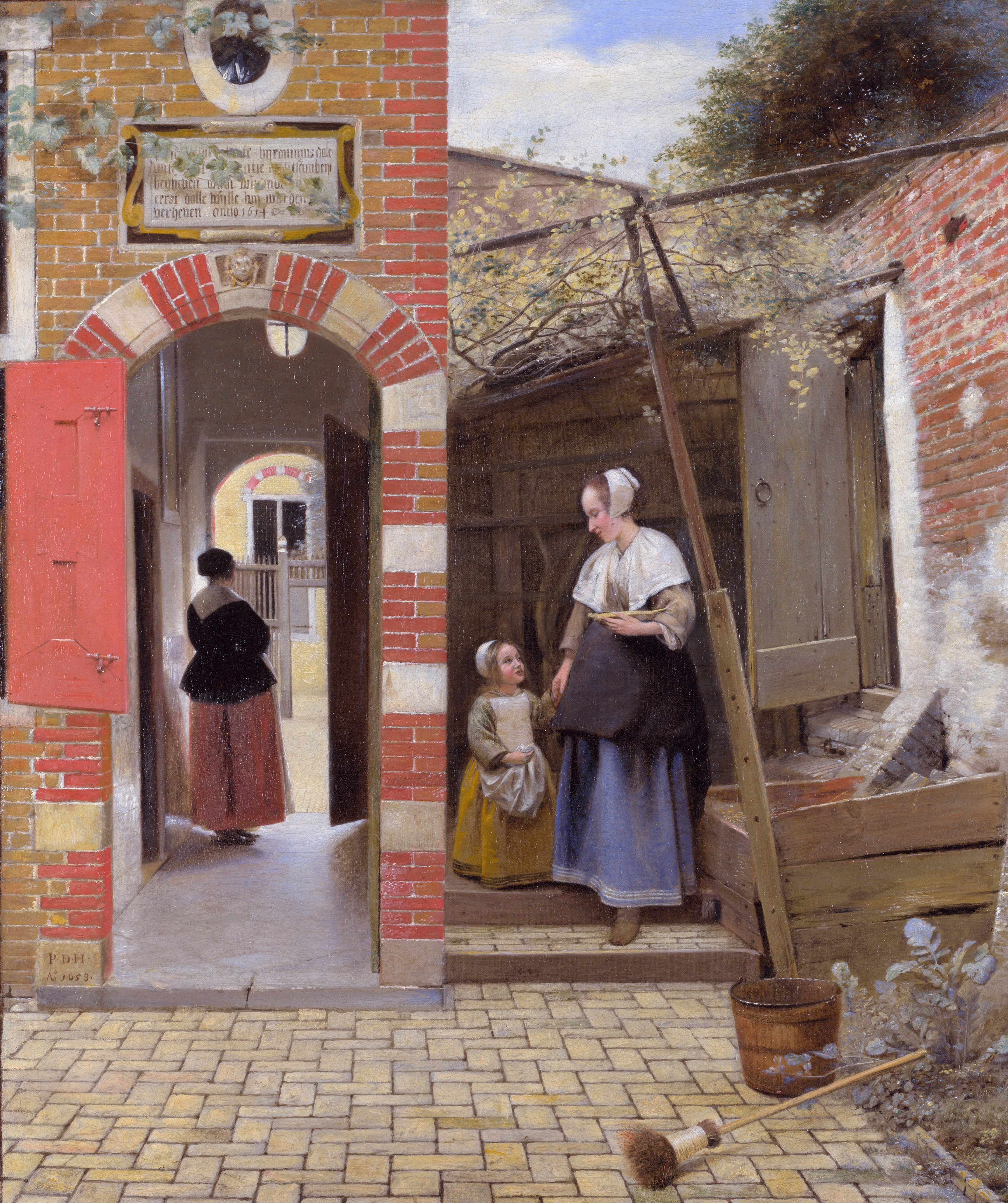
Pieter de Hooch, Cour intérieure, 1658, 73 × 60 cm, Londres, National Gallery
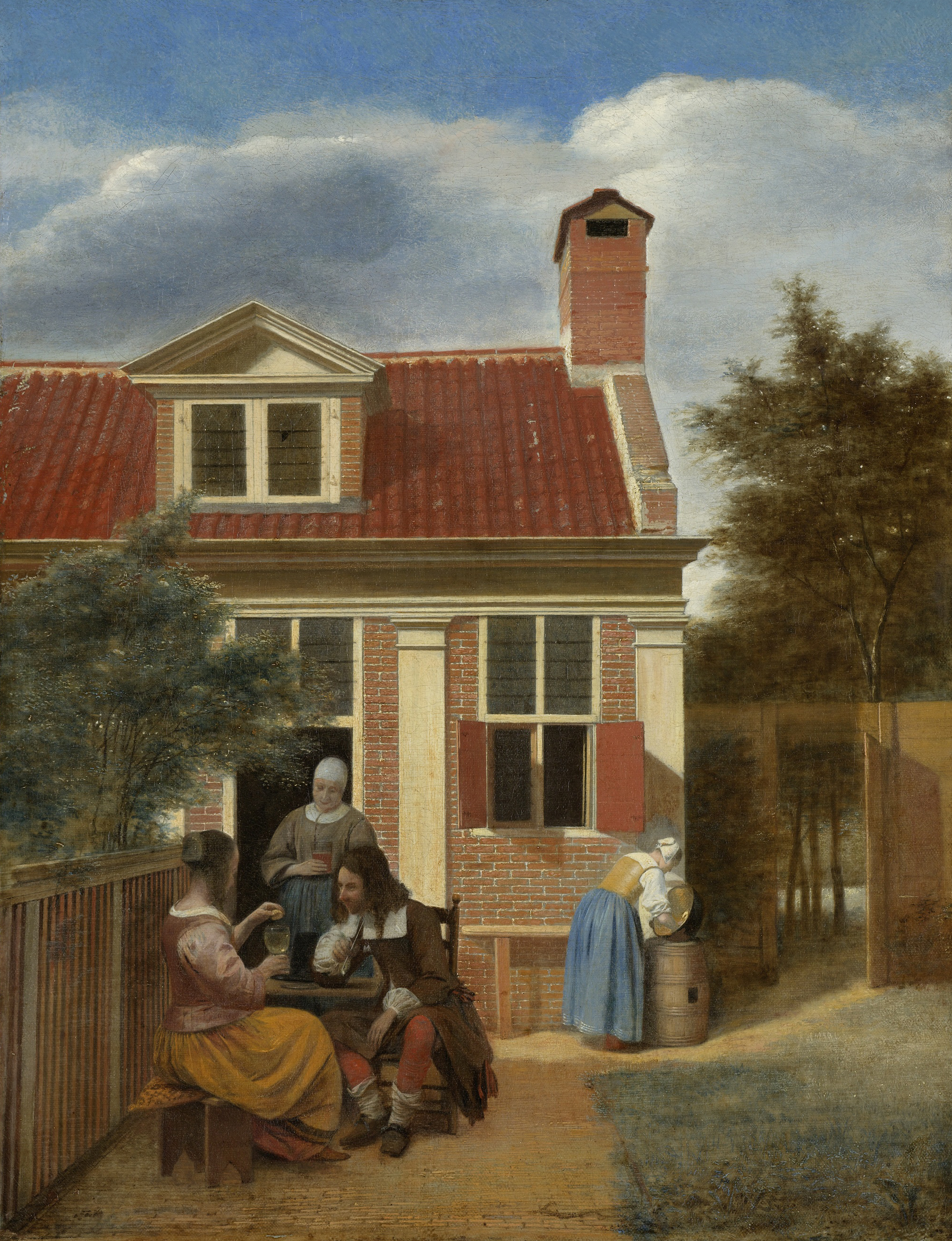
Pieter de Hooch, Compagnie dans un jardin derrière une maison, vers 1663-1665, 60 × 45,7 cm, Amsterdam, Rijksmuseum

Mais, à la différence de Pieter de Hooch, les traits des quatre personnages de Vermeer ne sont pas identifiables, en raison de la trop grande distance entre eux et le point de vue du peintre. Le visage de la femme au seuil de sa maison s'efface dans une simple tache de couleur chair, et les visages des deux enfants, comme celui de la servante devant le tonneau au fond de la ruelle, restent masqués aux spectateurs. La vieille maison, représentée avec un soin minutieux accordé aux détails évoquant les injures du temps — les tuiles manquantes sur le mur reliant les deux maisons, l'étai de fortune en bois pour consolider l'arc de briques de la porte de la cour latérale, les fissures, colmatées ou non, sur le pignon, etc. — rappellent les motifs pittoresques, « schilderachtig » (littéralement, « de peintres ») alors en vogue dans la peinture delftoise.
La maison paraît alors humanisée, pour devenir le « cœur [d'un foyer dont] les êtres seraient l'âme » : quand les frères Goncourt découvrent la toile, avec La Laitière, à Amsterdam, ils célèbrent en Vermeer, à la page du 11 septembre 1861 de leur Journal, « le seul maître qui ait fait de la maison briquée du pays un daguerréotype animé par l'esprit. »

## Description et interprétation

### Composition d'ensemble
La toile représente, selon une perspective frontale, une façade en briques coupée à droite et en haut du cadre, qui occupe plus de la moitié de la composition. Cette maison est reliée par un mur à une seconde façade, plus largement coupée encore par la gauche du cadre. Derrière ce mur s'élèvent plusieurs autres pignons triangulaires.
Le premier plan figure le sol pavé de la rue. D'après la perspective et le point de fuite qui se situe au-dessus et à droite de l'angle supérieur droit de la porte ouverte de la cour, il a été calculé que l'œil du peintre se situait approximativement à une hauteur de 2,4 mètres, et à une distance de 17,5 à 20 mètres environ de son sujet.
Un ciel nuageux — utilisant l'azurite pour le bleu, et un mélange d'azurite, de blanc et d'ocre pour les nuages — occupe la partie supérieure gauche de la composition, dans une portion de la toile figurant un triangle la pointe en bas. Une lumière diffuse et égale baigne la scène.

### Les occupations familières des personnages: une portée morale?

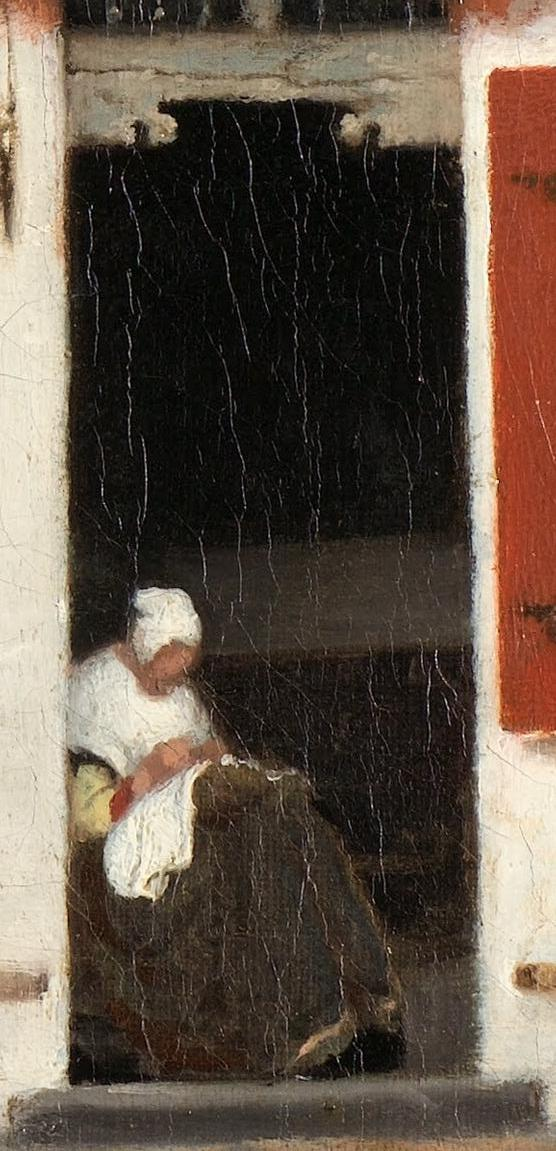
Détail de la femme cousant

Des quatre personnages attachés à la maison de droite, aucun ne révèle son visage. La strie blanche dans la partie inférieure des bâtisses, qui figure la chaux à laquelle on passait alors les façades, attire le regard du spectateur sur eux.
Juste derrière la porte d'entrée, et se détachant de l'obscurité de la pièce dans un effet de cadre dans le cadre, une femme est assise, tournée vers la droite. Elle coud, comme en témoigne la large pièce de tissu blanc qu'elle a posée sur un coussin, sur ses genoux, et sur laquelle elle est penchée. Elle porte un capuchon et un fichu autour du cou, blancs. On distingue en outre sa manche droite, jaune à l'extrémité rouge. Elle a une ample robe bouffante dont la couleur brun sombre se confond presque avec l'ombre derrière elle.

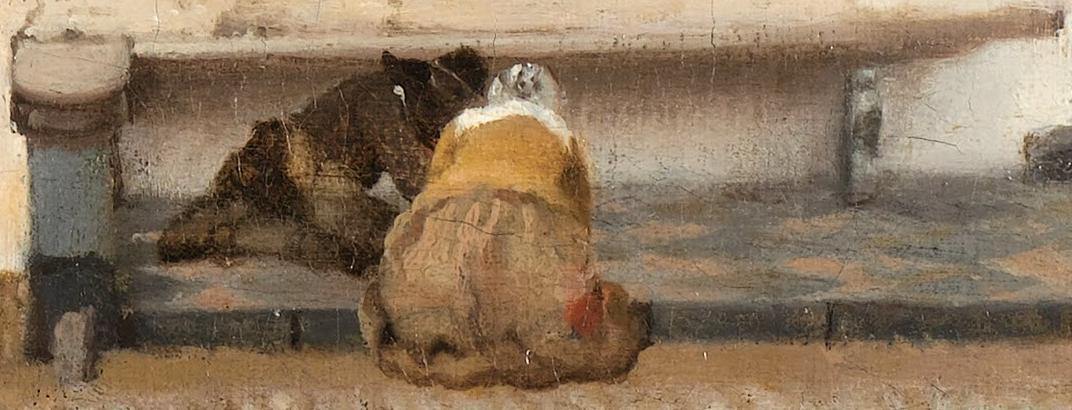
Détail des deux enfants jouant

Sous les volets verts à gauche de la maison, à genoux sur le sol, et penchés vers celui-ci, jouent deux enfants. Celui de gauche, sur le sol carrelé situé devant la façade, est représenté selon son profil droit. Il porte des habits bruns qui le désignent comme un garçon, notamment des chausses et un chapeau à larges bords qui lui masque le visage. En partie devant celui-ci, à genoux sur les pavés devant le sol carrelé, se trouve, de dos, une petite fille. C'est du moins ce que le spectateur peut déduire de son habit : une robe marron clair, un haut ocre, un fichu sur les épaules et un capuchon blancs. Elle cache le jeu auquel les deux enfants s'adonnent, ce qui confirme la tonalité silencieuse de la scène. John Michael Montias fait par ailleurs remarquer qu'il s'agit là des deux seuls enfants représentés par le peintre — alors même que celui-ci était père d'une famille très nombreuse.

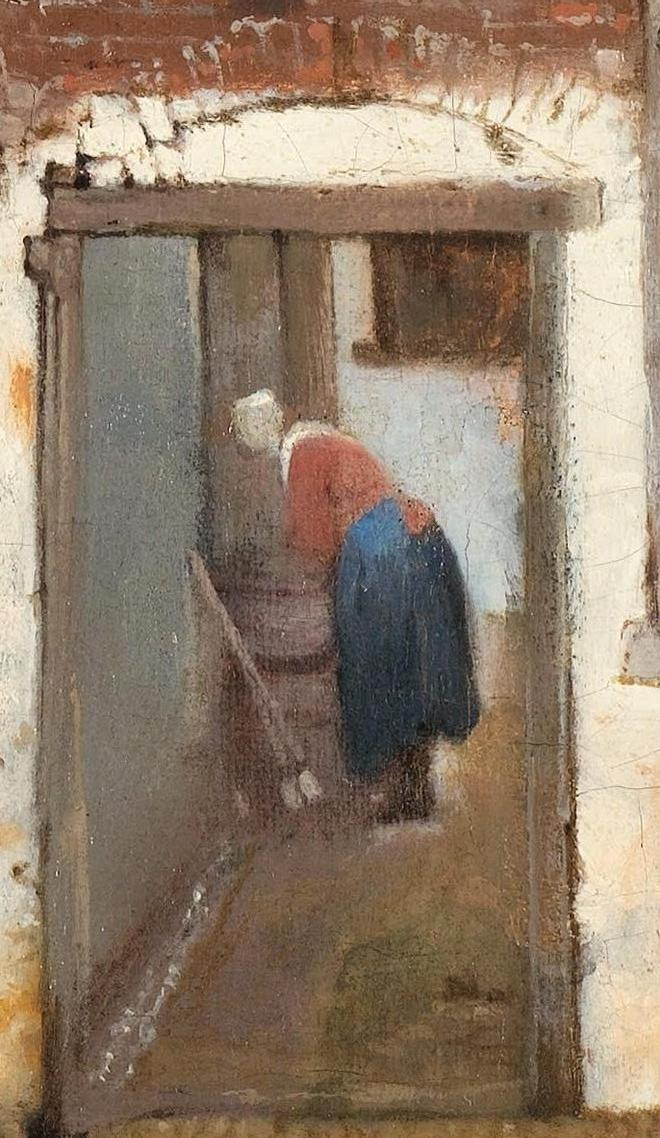
Détail de la servante

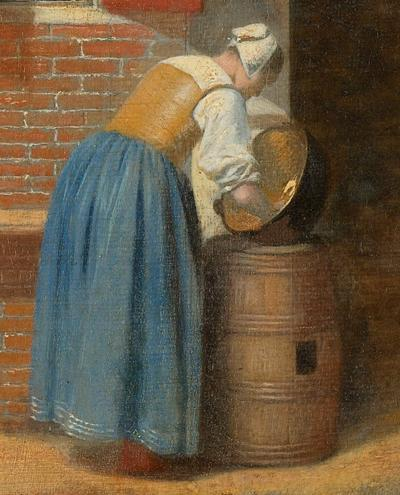
Détail de Pieter de Hooch, Compagnie dans un jardin derrière une maison, Amsterdam, Rijksmuseum

Au fond de l'allée à gauche de la maison, on distingue, également dans un encadrement de porte, une servante en capuchon et fichu blanc sur les épaules, chemise rouge, jupe et tablier bleus. Celle-ci est penchée sur un tonneau, vraisemblablement de récupération des eaux de pluie, dans lequel elle plonge les mains. Peut-être lave-t-elle le linge, ou s'apprête-t-elle à laver le sol à grande eau à l'aide du balai devant le tonneau, comme dans certains tableaux de Pieter de Hooch. De l'eau s'écoule en effet dans la rigole qui l'évacue vers la rue, et le canal.
L'analyse aux rayons infrarouges a révélé qu'un cinquième personnage, une femme à l'ouvrage assise de profil, et tournée vers la gauche, avait d'abord été représentée devant cet encadrement : en ne la retenant finalement pas, Vermeer évite ainsi de boucher l'allée, essentielle dans la perception de la profondeur et l'impression perspective.
Si la distance efface les visages, l'ensemble évoque le calme tranquille d'une scène domestique dans laquelle les différents personnages vaquent paisiblement à leurs occupations, chacun de leur côté, dans l'espace de la maison qui lui est dédié. Les enfants jouant sur le seuil de la maison, la servante occupée au ménage, ainsi que la femme cousant dans son intérieur, donnent à la scène une teinte moralisante, célébrant discrètement les vertus attachées à cette modeste maisonnée hollandaise.

### Raffinements et incohérences de la représentation architecturale
Le rez-de-chaussée très haut de plafond, éclairé par de larges fenêtres, ainsi que le pignon à créneaux en pyramide de la façade de la maison de droite évoquent une bâtisse populaire caractéristique de la seconde moitié du XVe siècle ou du début du XVIe siècle.

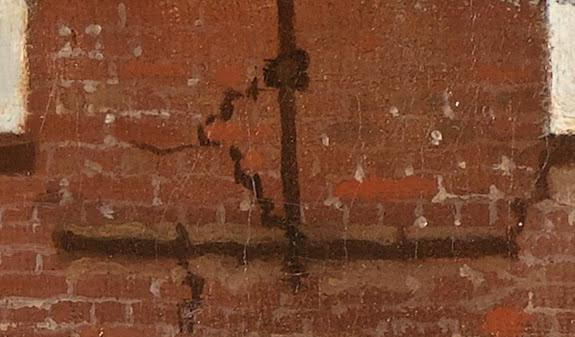
Détail de l'ancre et de la fissure sur le haut de la façade

C'est avec un soin méticuleux, contrastant avec le traitement imprécis des personnages, que Vermeer en peint les détails, en mettant notamment en avant les accidents liés au vieillissement. Chaque brique en effet est représentée minutieusement, avec les joints interstitiels, de même que les différentes ancres en fer visant à consolider la façade. Si plusieurs fissures ont d'ailleurs été colmatées, l'une d'entre elles lézarde dangereusement le créneau du milieu surmontant de la façade, en se prolongeant au-dessus du cadre. Le cerclage de plomb des fenêtres, différent à chaque étage — rectangulaire au rez-de-chaussée, carré au premier étage et en losanges au dernier étage —, a également été figuré par de minces filets de peinture blanche.
En dépit de l'impression première de symétrie, un examen attentif de cette façade révèle un savant jeu de variations, qu'accentue également le choix du cadrage, qui semble couper de façon arbitraire la maison sur la droite et le haut du cadre. Au premier étage, les deux volets de bois refermés à gauche correspondent par exemple à un volet fermé et un ouvert à droite. Au rez-de-chaussée, les deux volets verts fermés à gauche correspondent quant à eux au volet de droite ouvert, de plus petite taille, et de couleur rouge — la complémentaire du vert. Ce dernier volet, ajouté à la composition initiale, vient dynamiser par sa couleur la composition, en créant de surcroît un jeu d'écho avec la chemise de la servante.
On a relevé plusieurs incohérences architecturales, allant dans le sens d'une composition picturale synthétisant des éléments copiés de maisons différentes. La large fenêtre de gauche  est si près du mur extérieur que ce dernier semble bien mince pour soutenir le poids d'une telle  bâtisse, d'autant plus que l'arc au-dessus de la fenêtre se termine de façon dangereusement incohérente au bord de ce mur. Les volets verts ne peuvent s'ouvrir sans boucher, à gauche l'entrée de la cour intérieure, et à droite la porte principale. Enfin, l'entrée de la maison n'est pas dans l'axe de symétrie que figurent les trois fenêtres du haut, mais a été déportée légèrement vers la gauche.
Cette maison pourrait ainsi dessiner le portrait des générations qui passent, en jouant sur des effets d'ouverture et de fermeture, d'extérieur et d'intériorité — en contraste avec la maison de gauche qui paraît à la fois plus cossue, et plus fermée, à l'instar de la porte noire, close, à côté de l'ouverture sur la cour.

### L'équilibre entre la fragilité d'un instant et le poids des ans
Mais pour Walter Liedtke, la toile frappe avant tout par ses effets atmosphériques, quasi impressionnistes, sur la demeure durable des hommes.
Le rendu en pointillés de l'eau qui coule dans la rigole de cour, les pavés luisants et comme striés, les taches de peinture figurant le lierre qui mange la façade de gauche — et dont l'aspect bleuâtre peut s'expliquer par un défaut de vieillissement du pigment jaune utilisé par le peintre, ainsi que les nuages floconneux dans le triangle de ciel découpé dans la partie supérieure gauche de la toile, qui semblent annoncer une pluie imminente, tout cela traduit une tension silencieuse entre le fugitif et l'immuable, et participe du caractère inoubliable de la scène représentée par le peintre.

## Histoire de l'œuvre

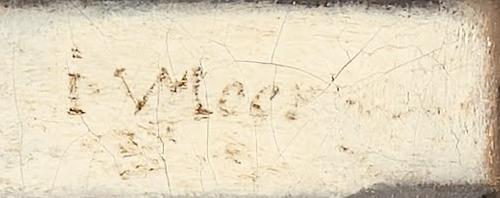
Détail de la signature « I·VMeer »

La date exacte de la réalisation de l'œuvre est inconnue, et est évaluée entre 1659 et 1661 pour Walter Liedtke, 1657 et 1658 pour Arthur K. Wheelock, et vers 1658 pour le Rijksmuseum.
Le tableau a probablement été acheté par Pieter van Ruijven, le principal client delftois de Vermeer. Dans ce cas, sa femme Maria en aurait hérité à sa mort en 1674, puis sa fille Magdalena à la mort de cette dernière en 1681. Magdalena van Ruijven se marie avec Jacob Dissius ; à la mort de ce dernier est organisée, le 16 mai 1696, une vente aux enchères à Amsterdam où figurent trois sujets architecturaux du peintre : la Vue de Delft (lot 31, vendu 200 florins), « Une vue de maison sise à Delft, du même » (lot 32, vendu 72,10 florins), et « Une vue de quelques maisons, du même » (lot 33, vendu 48 florins). La Ruelle pourrait tout aussi bien être le no 32 que le no 33 de cette vente.
Le tableau est présent avant 1797 dans la collection de Gerrit Willem van Oosten de Bruyn à Haarlem, puisqu'il réapparaît, à la suite de la mort de sa veuve, lors d'une vente aux enchères organisée le 8 avril 1800, sous le no 7. Il est acquis 1040 florins par Pieter van Winter, qui le ramène à Amsterdam. Sa fille en hérite en 1807, et l'ajoute à la collection de Hendrik Six van Hillegom, avec qui elle se marie. Le tableau restera dans la famille Six jusqu'en 1921.
Il y est remarqué par John Murray dès 1819, qui note que « l'ensemble est touché par cette vérité et cet esprit qui n'appartiennent qu'à ce maître », avant même que Théophile Thoré-Burger le célèbre en ces termes, dans son article de novembre 1866 publié dans la Gazette des Beaux-Arts : « L'œuvre la plus extraordinaire en ce genre est la Façade de maison (galerie Six) : une maison d'ouvriers à Delft, vue de face, le toit coupé par la bordure ; à peine une petite échappée sur le ciel, au-dessus d'une cour ; pour le premier plan, les dalles d'une espèce de trottoir devant la porte, où l'on voit une femme assise. Rien qu'un mur, et quelques ouvertures sans ornementation. Mais quelle couleur ! »
Il figure lors de la vente de la collection Six le 12 avril 1921 où son propriétaire, Jan Six, en demande un million de florins. Comme le tableau ne reçoit aucune enchère satisfaisante, il est exposé pendant une semaine au Louvre. Finalement acheté 625 000 florins par le magnat du pétrole Henri Deterding, il est offert en juillet 1921 au Rijksmuseum d'Amsterdam, où il est actuellement exposé.